# 拉里奥哈大学
拉里奥哈大学（西班牙語：Universidad de La Rioja，缩写UR）是西班牙的一所公立大学。以葡萄酒相关专业而闻名。

## 简介
拉里奥哈大学于1992年正式设立。由几所研究院和萨拉戈萨大学拉里奥哈分校合并而成。
拉里奥哈大学设有科学实物和农业研究及信息技术学院、艺术教育学院、商业与管理科学学院高等工业工程学院等。由于拉里奥哈自治区是西班牙重要的葡萄酒产地，因此该大学最具竞争力的专业是葡萄栽培和葡萄酒工艺学。该校的非正式口号是“好大学与美酒共存”。

## 科研
西班牙拉里奥哈大学和来自法国、意大利、德国、西班牙的8家葡萄酒商联合研发了“VineRobot”葡萄栽培机器人。它使用太阳能供能系统，可以在园子里随意行动。其配备的RGB立体机器视觉系统和GPS定位系统能让葡萄园栽培者们坐在房间里也能检查葡萄的生长情况。

## 知名人物
校友

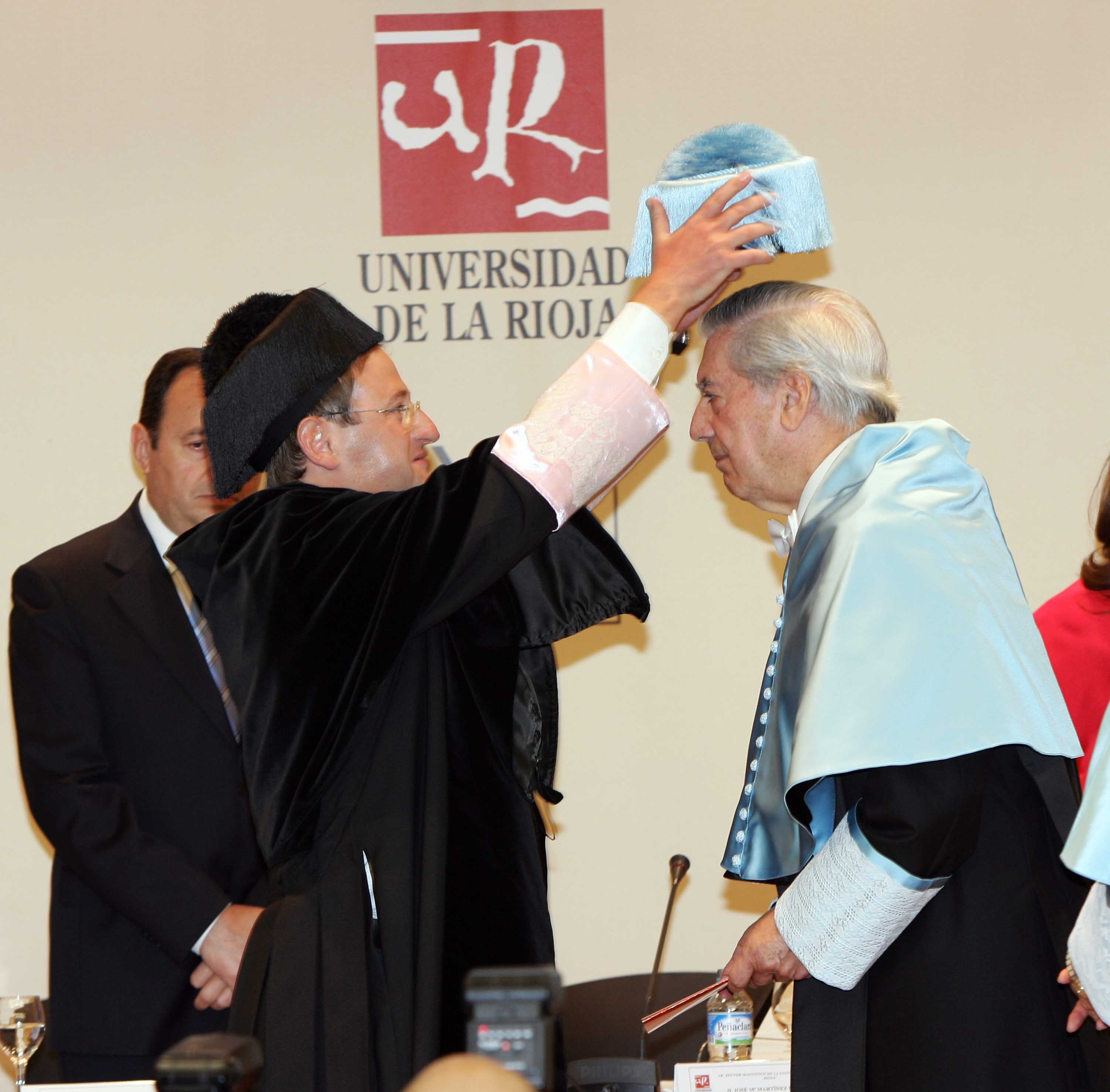
马里奥·巴尔加斯·略萨

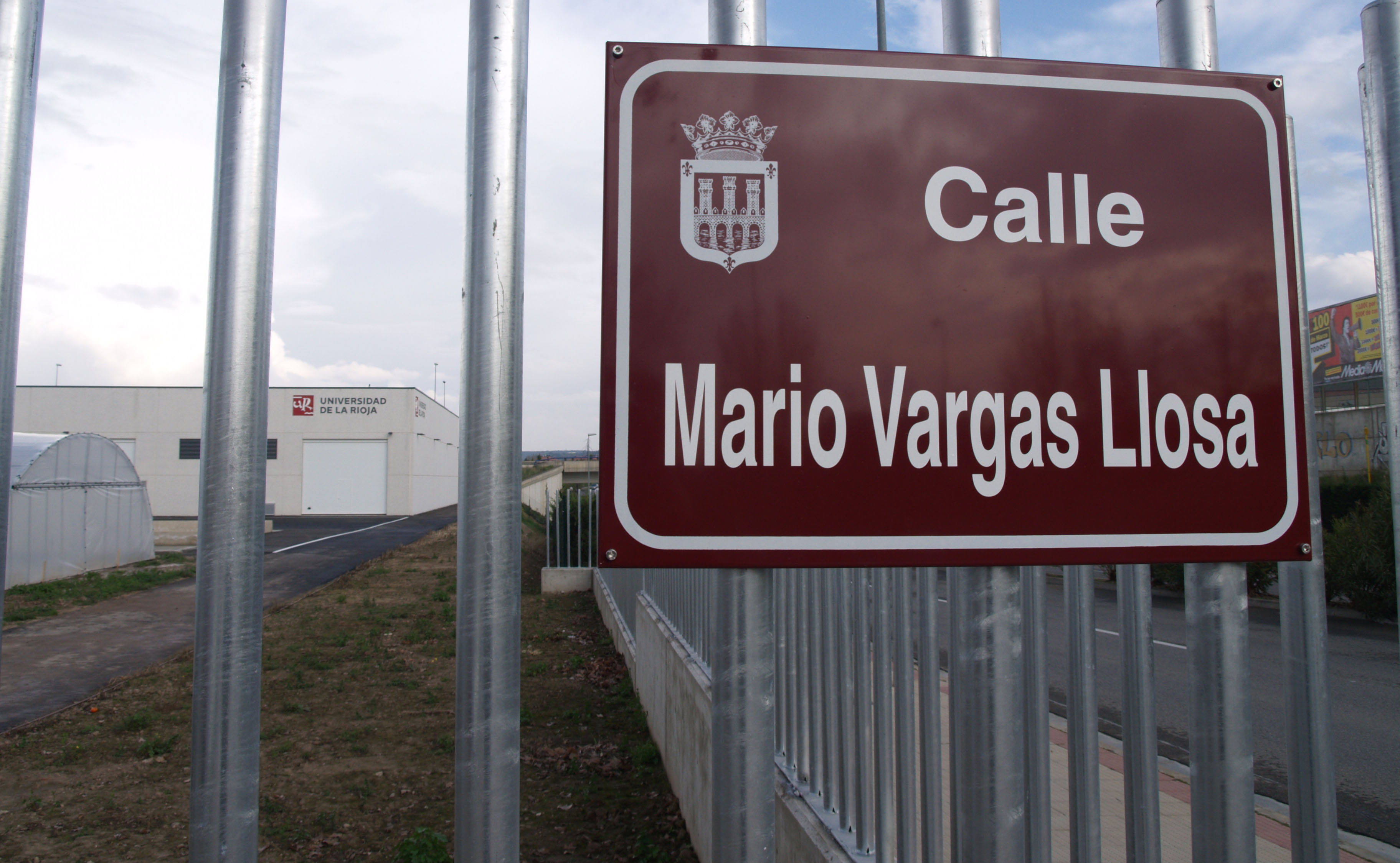
校园中以马里奥·巴尔加斯·略萨命名的路

- 何塞·路易斯·佩雷斯·帕斯托尔：拉里奥哈大学西班牙语言文学博士。参议员。
- 塞萨尔·卢埃纳：拉里奥哈大学人文学博士。西班牙工人社会党组织书记，众议员。[5]

荣誉博士
- 拉里奥哈大学在庆祝建校十五周年之际，授予知名西班牙语作家、2010年诺贝尔文学奖得主马里奥·巴尔加斯·略萨荣誉博士称号。这是拉里奥哈大学首次授予该称号[6]。